# Смог

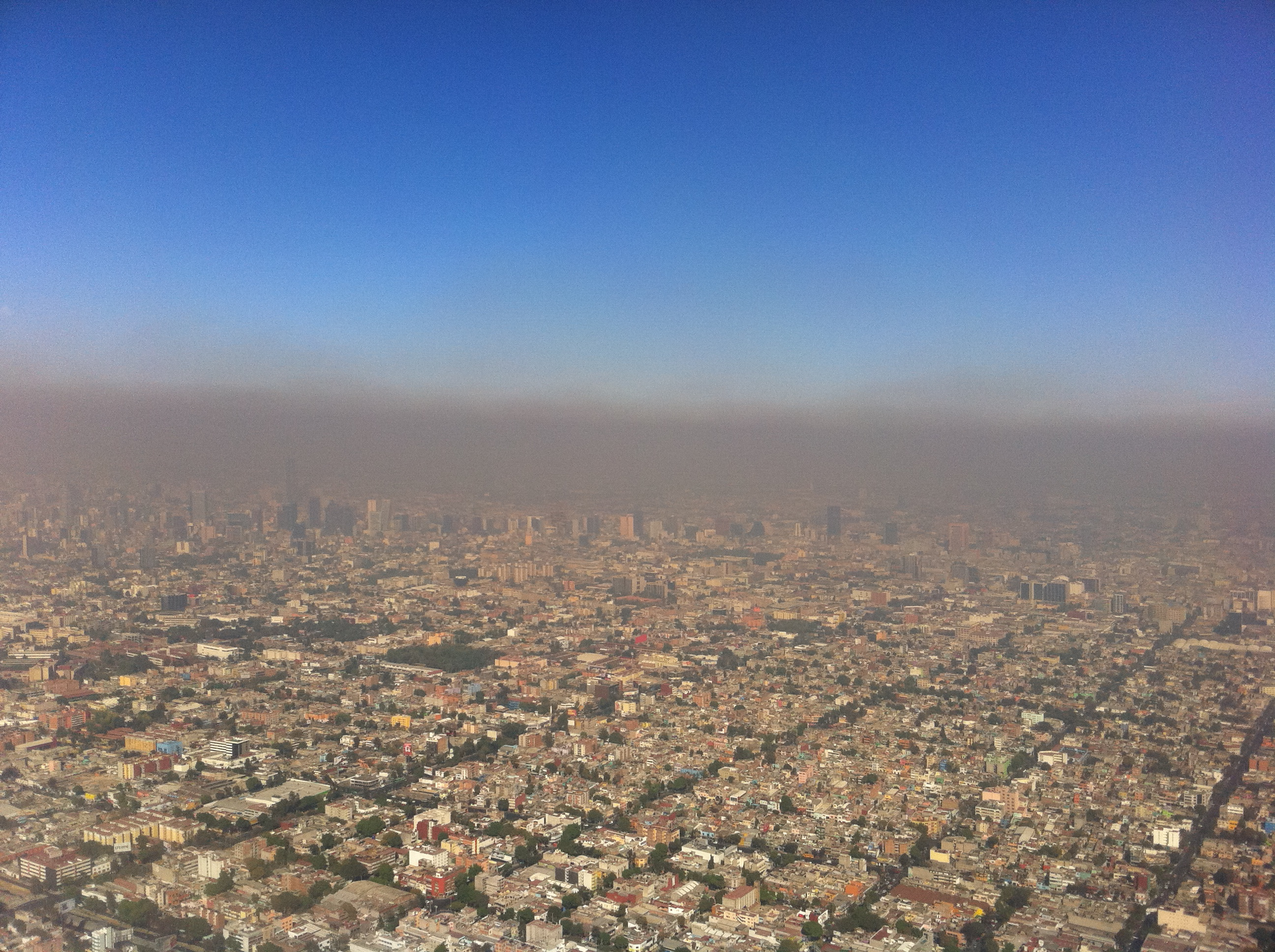
Фотохимический смог в Мехико

Смог (англ. smog ← smoke «дым» + fog «туман») — чрезмерное загрязнение воздуха вредными веществами, выделенными в результате работы промышленных производств, транспортом и теплопроизводящими установками при определённых погодных условиях. Помутнение воздуха природными частицами пыли, снега или дыма от природных пожаров называется мглой.
Первоначально под смогом подразумевался дым, образованный сжиганием большого количества угля (смешение дыма и диоксида серы {\displaystyle {\ce {SO2}}}). В 1950-х годах в Калифорнии Хаген-Смит впервые описал новый тип смога — фотохимический, который является результатом смешения в воздухе следующих загрязняющих веществ:
- оксиды азота, например, диоксид азота (продукты горения ископаемого топлива);
- тропосферный (приземный) озон;
- летучие органические вещества (пары́ бензина, растворителей, пестицидов и других химикатов);
- перекиси нитратов.

Все перечисленные химикаты обычно обладают высокой химической активностью и легко окисляются, поэтому фотохимический смог считается одной из основных проблем современной цивилизации.

## Возникновение термина
Впервые термин «смог» был введён доктором Генри Антуаном де Во (англ. Henry Antoine Des Voeux) в 1905 году в статье «Туман и дым» (Fog and Smoke), написанной для Конгресса здравоохранения (Public Health Congress). 26 июля 1905 года лондонская газета Daily Graphic процитировала его: «Он сказал, что нет нужды в науке, чтобы понять, что этот дымовой туман — смог — порождение города, которое не встречается в сельской местности» (англ. «[He] said it required no science to see that there was something produced in great cities which was not found in the country, and that was smoky fog, or what was known as 'smog'»).
На следующий день газета написала, что де Во оказал большую услугу общественности, введя новый термин для описания лондонского тумана.

## Места возникновения смога
Смог может образовываться практически при любых природных и климатических условиях в крупных городах и индустриальных центрах с сильным загрязнением воздуха. Наиболее вреден смог в тёплые периоды года, в солнечную безветренную погоду, когда верхние слои воздуха достаточно тёплые, чтобы останавливать вертикальную циркуляцию воздушных масс. Это явление часто встречается в городах, защищённых от ветров естественными преградами, например, холмами или горами.
Густонаселённые города, подверженные смогу: Лондон, Лос-Анджелес, Мехико, Афины, Гонконг, Пекин, Москва и т. д.

### Лондон

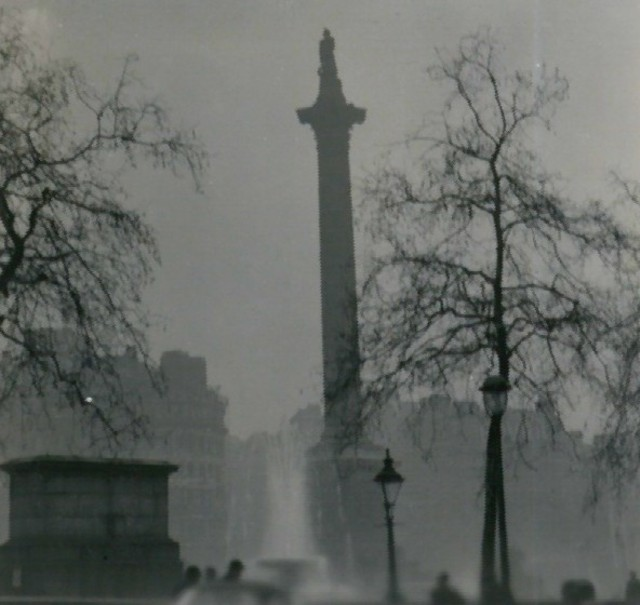
Колонна Нельсона во время великого смога 1952 года.

Проблема задымления Лондона существовала уже в Средние века. В 1306 году английский король Эдуард I издал указ, запрещающий использовать уголь в городе из-за сильного дыма, создаваемого им при горении. В 1661 году английский писатель Джон Ивлин в своём памфлете Fumifugium (букв. «окуривание») предложил жечь ароматические поленья вместо угля и перенести часть производств за пределы Лондона.
Смог стал неотъемлемой частью Лондона в конце XIX века и получил название «pea-souper» (то есть похожий на гороховый суп — густой и жёлтый).
От Великого смога 1952 года скончалось более 4000 человек, ещё 8000 человек погибло в последующие несколько месяцев, причём британское правительство первое время отказывалось признать факт того, что эти смерти стали последствием смога от обильного сжигания угля, приписывая их эпидемии гриппа.
В настоящее время для Лондона такие сильные смоги остались в прошлом из-за активной политики в сфере защиты окружающей среды.

### Москва

Смог над Москвой 7 августа 2010 г. Полдень.

- 4−9 августа 2002 из-за торфяных пожаров в Подмосковье Москву заволокло дымом. Дым стоял несколько недель. Видимость — нулевая, весь центр столицы был тогда отравлен окисью углерода.
- В июле-августе 2010 из-за природной аномалии, не свойственной данной местности (сильная жара 35−39 °C, отсутствие больших дождей, юго-восточный слабый ветер из Средней Азии…), ситуация в Москве повторилась. Дым распространился в радиусе 100 км от Москвы. Дневная видимость снижалась до 100 метров. В воздухе чувствовался запах гари. По заявлению Санэпиднадзора, ПДК угарного газа была превышена в 6,6 раза, взвешенных веществ - в 2,2 раза, концентрация углеводородов составляла 6,2 миллиграмма на кубический метр. Детальнее в статье Смог в Москве (2010).
Мгла в Москве продлилась с 6 по 18 августа. Причиной смога — клубов пепельно-жёлтого дыма стала Аномальная жара 2010 года в России. Мгла не рассеивалась даже днём. От последствий смога и пожаров летом 2010 г. погибло 58 тысяч чел. За те 52 дня — с 21 июня по 18 августа, — сгорело около 1500 га леса и 2500 жилых построек в 10 субъектах РФ: Астраханской, Нижегородской, Тверской, Тульской, Новгородской, Воронежской, Рязанской, Московской и Челябинской областях и Республике Калмыкия. Самая сложная обстановка — посёлок Верхняя Верея в Нижегородской области и Москва. В первом случае — с 26 по 30 июля 2010 года в Верхней Верее сгорело около 400 домов. Ситуацию взял на контроль Премьер-министр РФ В. Путин. В самой Калмыкии пересохли все пашни. Погиб урожай на полях.
Москва начала испытывать жару с 22 июня. Первый рекорд — +32° был показан на термометрах метеостанции ВВЦ около павильонов ВДНХ на следующие сутки. В течение 2 месяцев произошло 11 смен температуры воздуха. Наиболее критическая ситуация возникла с 4 по 8 августа, когда температура составила 34−37,4°; тогда москвичам было рекомендовано вообще не выходить на улицу.

### Санкт-Петербург
8 августа 2010 г. над всем Санкт-Петербургом также заволокло дымом от подмосковных торфяных пожаров (практически впервые в таком масштабе). Ощущался запах гари, резало глаза и першило в горле. Видимость — до 100−300 метров. И это несмотря на небольшой, но постоянный ветер днем и на сильный ветер предшествующей ночью. Температура воздуха — +36 °C.

### Алма-Ата

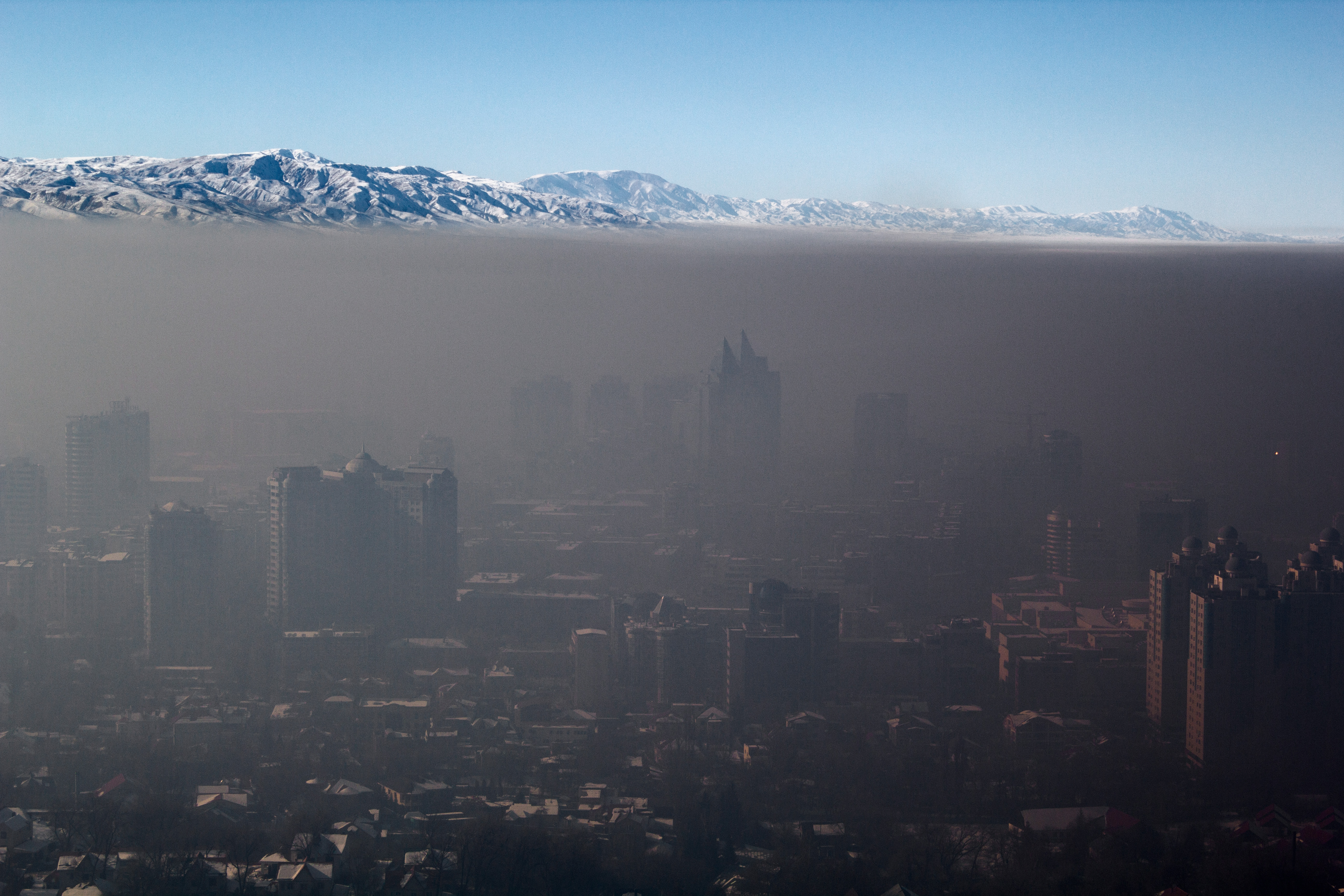
Смог над Алма-Атой

Алма-Ата характеризуется довольно сложной экологической ситуацией из-за своего расположения в предгорной котловине. Как и имеющие подобные характеристики рельефа Афины и Лос-Анджелес, Алма-Ата страдает из-за сильной загазованности воздуха, дефицита строительных площадок в городской черте, стремлением населения жить ближе к центру города, а не на его окраинах, некоторой перенаселённости, массовой миграции сельского населения в город.
Одним из основных источников смога в Алма-Ате является расположенная в черте города ТЭЦ-2. Фактический выброс вредных веществ в атмосферу от ТЭЦ-2 в 2014 году составил 32 880 тонн. Объём складированных золошлаковых отходов — 884 600 тонн. Расход топлива за 2014 год: уголь (Экибастуз) — 2 199 000 тонн, мазут — 5000 тонн. За отсутствием разрешения на эмиссии в 2014 году (около месяца) предприятие оштрафовано более чем на 86 миллионов тенге.

### Новокузнецк
Так же как и Алма-Ата, Новокузнецк расположен в предгорной котловине и с трёх сторон закрыт возвышенными формами рельефа. При этом в городе имеются крупные источники выбросов: Новокузнецкий металлургический комбинат, Западно-Сибирский металлургический комбинат, Ферросплавный завод, Алюминиевый завод, три ТЭЦ, а также находящаяся в соседних Мысках Томь-Усинская ГРЭС. По этой причине в тихую погоду, особенно зимой Новокузнецк страдает от смога. В то же время, имеющий примерно такой же промышленной комплекс Донецк, находящийся в открытой степи на юго-востоке Украины, от смога практически не страдает. Примечательный факт: Новокузнецк и Донецк в 1940-е — 1950-е годы застраивались однотипными «сталинскими» домами. При этом донецкие дома практически сохранили исходный цвет каменной отделки фасадов, тогда как новокузнецкие сильно потемнели от действия смога. В годы наиболее интенсивной работы НКМК концентрация смога и пыли в атмосфере Новокузнецка была настолько высокой, что хозяйки не сушили белье на балконах или во дворах, а коммунальным службам и пожарным приходилось мыть фасады домов на центральных проспектах струями воды.

### Красноярск
От смога страдает и Красноярск, также прикрытый возвышающимися формами рельефа. Хотя использование угля в энергетике и металлургии города значительно меньше, чем в Новокузнецке, так как промышленность Красноярска питается электроэнергией от Красноярской ГЭС, тем не менее, в городе много локальных источников выбросов: котельных с низкими трубами, частных домов с печным отоплением. Значительный вклад вносит незамерзающий участок Енисея в пределах города: испаряющаяся с его поверхности влага создает сильный туман, смешивающийся с загрязнителями.

### Города Восточной Сибири
Восточная Сибирь в зимнее время находится под влиянием сибирского антициклона, обуславливающего безветренную погоду с сильной температурной инверсией непрерывно в течение 40-60 дней. Такие условия способствуют накоплению смога в атмосфере. В условиях сильно морозной погоды интенсивность работы котельных и ТЭЦ очень высока, что создает повышенные объёмы выбросов в атмосферу. Усугубляет ситуацию большое количество малоэтажных домов с печным отоплением в восточносибирских городах. Если дым от ТЭЦ и котельных выбрасывается на высоту 50-150 метров выше, что выше слоя приземной инверсии, то печной дым, особенно в ночные часы, стелется в промороженном приземном слое воздуха. Поэтому  города Восточной Сибири в зимнее время сильно страдают от смога. Это, прежде всего, расположенные в котловинах Улан-Удэ и Чита, а также Чернышевск, Могоча. Продуваемый байкальскими ветрами Иркутск, несмотря на обилие источников выбросов, от смога страдает меньше.

## Воздействие на здоровье
Смог является большой проблемой во многих мегаполисах мира. Он особенно опасен для детей, пожилых людей и людей с пороками сердца и лёгких, больных бронхитом, астмой, эмфиземой. Смог может стать причиной одышки, затруднения и остановки дыхания, бессонницы, головных болей, кашля. Также он вызывает воспаление слизистых оболочек глаз, носа и гортани, снижение иммунитета. Во время смога часто повышается количество госпитализаций, рецидивов и смертей от респираторных и сердечных заболеваний.

## Природные случаи
Смог также образуется при извержениях вулканов, когда в воздухе достигается высокая концентрация сернистого газа. Такой вулканический смог называется англ. vog.
Горящие леса в Индонезии создают дымку, похожую на смог, распространяющуюся на территорию Малайзии, Филиппин, Сингапура и Таиланда.